# عمار شمالی
عمار شمالی (عربی: عمار شمالي؛ زادهٔ ۱ ژانویهٔ ۱۹۷۰) بازیکن سابق و مربی فوتبال اهل سوریه است.
وی همچنین در تیم ملی فوتبال سوریه بازی کرده‌است.